# Ерін Піцці
Е́рін Па́трія Ма́ргарет Пі́цці ([ˈpɪtsi] нар. 19 лютого 1939) — колишня британська феміністка, борчиня за права чоловіків та борчиня проти домашнього насильства, а також письменниця. Вона відома тим, що у 1971 році заснувала перший і наразі найбільший у сучасному світі притулок для жертв домашнього насильства Refuge, який тоді називався Chiswick Women's Aid.
Піцці була об’єктом погроз підриву та бойкотів, оскільки її досвід і дослідження цього питання привели її до висновку, що більшість випадків домашнього насильства є взаємним і що жінки однаково здатні до насильства, як і чоловіки. Зрештою ці погрози призвели до вигнання Ерін з Великобританії. Вона наголосила на тому, що погрози надходили від войовничих феміністок. Піцці також заявила, що їй заборонено відвідувати створений нею притулок.

## Раннє життя
Вона народилася в Ціндао, Китай, у 1939 році разом із сестрою-близнючкою Розалін. Ім'я при народженні — Ерін Карні. Її батько був дипломатом і був одним із 17 дітей бідної ірландської родини. У 1942 році родина переїхала до Шанхаю. Незабаром після цього вони були захоплені японською армією та обміняні на японськихвійськовополонених. Вона є сестрою письменника Деніела Карні, відомого своїм романом «Дикі гуси».
Піцці переїхала до Кокстаду в Південній Африці, а потім, у віці п'яти років до Бейрута. Після закінчення війни родина виїхала до Торонто. Потім вона переїхала до Тегерана і остаточно оселилася в Англії в 1948 році. Піцці відвідувала молодшу школу Святого Антонія, а потім школу Льюестона в 11 років, отримавши чотири рівні "О". Потім її батьків відправили до Африки, де вона навчалася в Дакарському університеті, вивчаючи французьку та англійську мови.

## Активізм

### Ранній
У 1959 році Піцці відвідала свою першу зустріч у жіночому русі Великобританії (WLM) у будинку Чизік місцевого організатора.:22 За наполяганням Артеміди, Піцці погодилася скликати «групу підвищення свідомості» у своєму домі на Голдхок-роуд.:23 Цей колектив став Goldhawk Road Group.:24
Головний офіс Women's Liberation Workshop (жіноча майстерня WLM) знаходився на Літл-Ньюпорт-стріт,:24 у Чайнатауні, Ковент-Гарден, між Вестмінстером і Камденом. Разом зі своєю подругою Елісон та іншими членами групи "Голдхок Роуд" Піцці опинилася у протистоянні з Артемідою, яка очолювала кліку молодих жінок у головному офісі WLM Workshop.:27 Піцці дистанціювалася від цієї кліки, коли стала свідком того, що вона описала як «неправильну та неповажну поведінку» щодо грошей, які пожертвували зневірені жінки по всій Великобританії.:39 Вона протистояла їм через таку поведінку:45 яка, за її словами, включала твердження про прослуховування телефонів і навішування ярликів на людей, які їм не подобалися, які їм не подобалися, як інформаторів або агентів МІ5, поліції та ЦРУ.:39 Вона також була стурбована тим, що почула обговорення планів підриву лондонського магазину Biba; про це вона повідомила в поліцію, попередивши причетних. Згодом Піцці стало відомо, що за групою та офісами стежить поліція.:43 Піцці каже, що її та її колег із групи "Голдхок Роуд" вважали проблемними, оскільки вони не сприймали поведінку та погляди інших.:34

### Прихисток
У 1971 році Піцці створила жіночий прихисток Бельмонт-Террас, Чізвік, Лондон. Пізніше вона відкрила кілька додаткових притулків, попри ворожість влади. Вона здобула популярність і розголос завдяки створенню притулків шляхом сквоттингу, особливо в 1975 році в готелі Palm Court у Річмонді. У той час роботи Піцці отримали широку оцінку. У 1975 році депутат Джек Ешлі заявив у Палаті громад, що «робота місис Піцці була новаторською роботою першого порядку. Саме вона першою виявила проблему, першою усвідомила серйозність ситуації та першою зробила щось практичне, заснувавши центр допомоги в Чізвіку. У результаті цієї чудової піонерської роботи, вся нація тепер усвідомила важливість проблеми». Хоча її переслідували місцеві органи влади та оскаржували справи в Палаті лордів, вона отримала визнання за свою роботу.
Після того, як Піцці покинула засновану нею організацію Chiswick Women's Aid (перейменовану 31 березня 1979 року на Chiswick Family Rescue) і переїхала за кордон, 5 березня 1993 року її було перейменовано на благодійну організацію Refuge. Всупереч тому, що Refuge бере свій початок від Chiswick Women's Aid, імені Піцці не можна було знайти ніде на вебсайті Refuge протягом багатьох десятиліть. Лише 2 листопада 2020 року Сандра Хорлі, виконавчий директор Refuge з 1983 року, вперше знову згадала ім’я Пізі на вебсайті Refuge у пресрелізі, присвяченому її виходу на пенсію.

### Взаємність домашнього насильства
Невдовзі після створення свого першого притулку Піцці дійшла висновку, що значна частина домашнього насильства була взаємною.:82 Вона зрозуміла це, коли запитала жінок у своєму притулку про їхнє насильство, і виявила, що більшість з них були такими ж жорстокими або навіть більш жорстокими, ніж їхні чоловіки. У своєму дослідженні «Порівняльне дослідження жінок, які зазнали побоїв, і жінок, схильних до насильства» (досліджувала спільно з Джоном Гейфордом з Ворлінгемської лікарні), Піцці розрізняла «жінок, які справді зазнали побиття» та «жінок, схильних до насильства»; перший визначений як «мимовільна та невинна жертва насильства його або її партнера», а другий визначений як «невільна жертва його чи її власного насильства». Це дослідження показало, що 62% вибірки були більш точно описані як «схильні до насильства». Подібні висновки щодо взаємності домашнього насильства були підтверджені в наступних дослідженнях.
У своїй книзі «Схильність до насильства» Піцці висловила занепокоєння тим, що так мало уваги приділено причинам міжособистісного та сімейного насильства, заявивши: «На мій подив, здається, ніхто справді не хоче з’ясувати, чому жорстокі люди ставляться один до одного так, як вони це роблять». Вона також висловила стурбованість думкою урядовців про те, що розв'язання проблеми домашнього жорстокого поводження та насильства можна знайти в соціалістичних чи комуністичних країнах. Піцці зазначила, що насильство в шлюбі є великою проблемою в Росії. У книзі розглядається те, що, здається, навчена поведінка, яка часто починається в дитинстві, пов’язана з гормональними реакціями. Піцці описує таку поведінку як схожу на поведінкову залежність.
Вона припускає, що високий рівень гормонів і нейрохімічних речовин, з поширеною дитячою травмою, призвів до того, що дорослі, які постійно вступають у жорстокі сутички з інтимними партнерами, попри фізичні, емоційні, юридичні та фінансові витрати, мимоволі намагаються імітувати емоційний вплив травматичного дитячого досвіду і демонструвати вивчений біохімічний стан, пов'язаний із задоволенням. Книга містить численні історії неблагополучних сімей, а також обговорення причин, чому сучасні державні опікуни неефективні. Заходи з просування книги були зустрінуті протестом, і Піцці повідомляє, що вона сама та її співавтор Джефф Шапіро потребували охорони поліції під час рекламних заходів для книги.

### Негативна реакція, погрози та переслідування
У 1981 році Піцці переїхала до Санта-Фе, штат Нью-Мексико, піддавшись переслідуванням, погрозам смерті, загрозам її підриву і наклепницьким кампаніям,  а також перевтомам, серцевим захворюванням та психічному перенапруженню.:275 Зокрема, за словами Піцці, благодійна організація «Допомога шотландським жінкам»«взяла собі за мету роздавати листівки, в яких стверджувалося, що [вона] вважає, що жінки «запрошують насильство» і «провокують чоловіків на насильство». Ерін стверджує, що переломним моментом стало втручання групи знешкодження бомб, яка вимагала, щоб уся її пошта була оброблена ними, перш ніж вона могла її отримати, через те що вона є «суперечливою публічною фігурою».:282
Переїхавши до Санта-Фе, щоб писати, Піцці одразу почала керувати прихистком у Нью-Мексико, а також боротися з сексуальними насильниками та педофілами. Піцці сказала про цю роботу: «Я виявила, що жінок-педофілів стільки ж, скільки чоловіків. Жінки, як завжди, залишаються непоміченими. Працювати з педофілами – дуже небезпечна справа». Під час проживання в Санта-Фе одну з її собак застрелили, а двох інших викрали, що, як вона стверджує, сталося через расистських сусідів. Її сім'я зазнала нових переслідувань після публікації її книги 1982 року «Схильність до насильства». Піцці пов’язує більшу частину переслідувань із войовничими феміністками та їхніми запереченнями проти її досліджень, висновків і роботи. Описуючи домагання, Дебора Росс з The Independent написала, що «сестринство феміністок збожеволіло».
Після насильства та погроз у Санта-Фе вона переїхала на Кайман-Брак, Кайманові острови, де писала разом зі своїм другим чоловіком, Джеффом Шапіро. Згодом вона переїхала до Сієни, Італія, де продовжила свою письменницьку та правозахисну роботу. Вона повернулася до Лондона навесні 1997 року, залишившись без даху над головою через борги та з дедалі гіршим здоров’ям. До її думок досі звертаються політики та групи проти тиску в сім'ї.

## Пізніша робота
Піцці продовжує активно працювати над допомогою жертвам домашнього насильства. Вона є патроном благодійної організації ManKind Initiative з 2004 року, коли отримала премію Роджера Віткомба. У березні 2007 року як гість вона відвідала церемонію відкриття першого арабського притулку для жертв домашнього насильства в Бахрейні.
У 2013 році Піцці приєдналась до редакційної та консультативної ради організації з захисту прав чоловіків «A Voice for Men», де працювала редактором та радником з питань політики щодо домашнього насильства, і з січня по серпень написала тринадцять статей для вебсайту групи.
Дві її квітневі статті стосувалися двох інтерв’ю, які вона дала в спільноті Reddit «IAmA», де вона рекламувала свою сторінку у Facebook і подкаст «AVFM Online Radio» на BlogTalkRadio. Про своє перше інтерв’ю вона оголосила тиждень тому на /r/MensRights.
У листопаді 2014 року Піцці стала власником/менеджером вебсайту AVFM WhiteRibbon.org (згодом перейменованого на Honest-Ribbon.org), який був розкритикований оригінальною кампанією White Ribbon як «кампанія копіювання, що артикулює ... архаїчні погляди та заперечення реальності насильства за статтю».
Піцці дала інтерв’ю та знялася в документальному фільмі Кессі Джей «Червона пігулка» 2016 року про рух за права чоловіків.
Піцці є покровителькою зареєстрованої благодійної організації Compassion In Care, яка прагне «розірвати ланцюг жорстокого поводження з літніми людьми», і вона написала вступ до книги засновниці Ейлін Чабб «Поза фасадом».

## Справа про наклеп
У 2009 році Піцці отримала успіх у справі про наклеп проти Macmillan Publishers через вміст книги Ендрю Марра «Історія сучасної Британії». Видання неправдиво стверджувало, що вона колись була частиною террористочної групи The Angry Brigade, яка влаштовувала вибухи в 1970-х роках. Видавець також відкликав і знищив образливу версію книги, а потім перевидав її з виправленою помилкою. Посилання на Angry Brigade було зроблено у 2001 році в інтерв’ю The Guardian, у статті стверджується, що її «вигнали» з феміністичного руху після того, як вона погрожувала повідомити поліції про запланований групою Angry Brigade вибух магазину одягу Biba. «Я сказала, що якщо ви будете продовжувати в тому ж дусі – вони обговорювали підрив магазину Biba[легендарного універмагу в Кенсінгтоні] – Я викличу поліцію, тому що я справді в це не вірю».

## Особисте життя
Піцці вийшла заміж за Джека Піцці в 1959 році. Джек Піцці був лейтенантом військово-морського флоту, якого вона вперше зустріла в Гонконзі. У них було двоє дітей: дівчинка Клео та хлопчик Амос. У 1976 році вона розлучилася з ним, а в 1994 році розлучилася зі своїм другим чоловіком Джеффом Скоттом Шапіро. Піцці живе в Твікенгему, на південному заході Лондона. У 2000 році їй діагностували рак.
У 2000 році онук Піцці Кейта Крейг, хворий на шизофренію, повісився у тюремній камері. Піцці та її родина виступали проти вердикту коронера про смерть через повішення, і у 2001 році присяжні під час другого розслідування одноголосно визнали, що смерть Кейта настала через недбале ставлення тюремного персоналу. Ця справа стала першим випадком, коли у справі про самогубство було винесено вердикт про недбалість.

## Книги

### Літературна журналістика
- Pizzey, Erin (1974). Scream quietly or the neighbours will hear. Harmondsworth Baltimore: Penguin. ISBN 9780140523119. Деталі.
- Pizzey, Erin (1981). The slut's cook book. London: Macdonald & Co. ISBN 9780354047241. Деталі.
- Pizzey, Erin; Shapiro, Jeff (1982). Prone to violence. Feltham, Middlesex, England: Hamlyn. ISBN 9780600205517. Деталі.
- Pizzey, Erin (1983). Erin Pizzey collects-- : an anthology of her writing, personally introduced. Feltham, Middlesex, England: Hamlyn. ISBN 9780600206866. Деталі.
- Pizzey, Erin (1995). Wild child: an autobiography. Siena: Erin Pizzey. ISBN 9788890009600. Деталі.
- Pizzey, Erin (1998). The emotional terrorist and the violence-prone. Ottawa: Commoners' Pub. ISBN 9780889701038. Деталі.
- Pizzey, Erin (2005). Infernal child: world without love. Twickenham: Little Hermit. ISBN 9780954000219. Деталі.
- Pizzey, Erin (2011). This way to the revolution: a memoir. London Chicago: Peter Owen. ISBN 9780720613605. Деталі.

### Художня література
- The Watershed
- In the Shadow of the Castle
- First Lady
- The Consul General's Daughter
- The Snow Leopard of Shanghai
- Other Lovers
- Swimming with Dolphins
- For the Love of a Stranger
- Kisses
- The Wicked World of Women

## Нагороди
- Міжнародний орден Волонтерів за мир, Почесна грамота (Італія) 1981.[58]
- Журналістична премія Ненсі Астор 1983.[19]
- Всесвітній конгрес віктимології (Сан-Франциско) 1987 – Нагорода за видатне лідерство.[19]
- Міжнародна літературна премія Святого Валентина «Золота пальмова пальма» 14 лютого 1994 року, Італія.[19]
- Лауреат премії SAFE «Жінка року», 2022.[59]